# Socialdemocràcia del Regne de Polònia i Lituània
La Socialdemocràcia del Regne de Polònia i Lituània (polonès: Socjaldemokracja Królestwa Polskiego i Litwy, SDKPiL), originalment Socialdemocràcia del Regne de Polònia (SDKP), va ser un partit polític marxista fundat el 1893 i que després va servir com a secció autònoma del Partit Laborista Socialdemòcrata Rus. Més avant es fusionà amb el Partit Comunista dels Treballadors de Polònia. El seu membre més famós fou Rosa Luxemburg.

## Membres destacats
El quadre dirigent de l'SDKPiL era un grup famós, molts dels quals tindrien un paper en la Revolució Russa d'octubre de 1917. Rosa Luxemburg era la principal teòrica del partit. Altres figures destacades van ser Leo Jogiches, Julian Marchlewski, Adolf Warski, Felix Dzerzhinsky, Stanisław Pestkowski, Karl Sobelson, Józef Unszlicht, Bronisław Wesołowski, Kazimierz Cichowski i Jakob Fürstenberg. Com que eren internacionalistes, molts d'ells van tindre un paper destacat a Alemanya i també a Rússia.

## Història

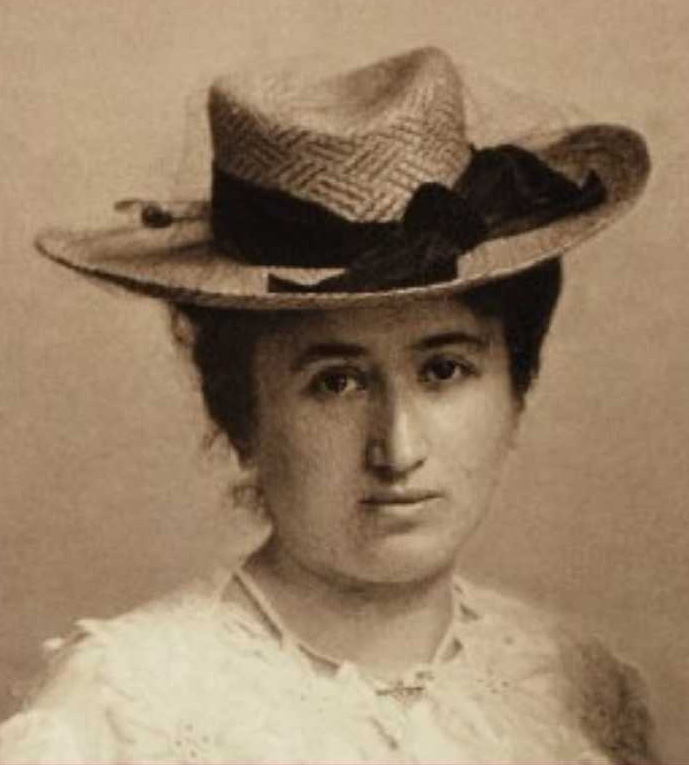
Rosa Luxemburg fou una de las fundadores del partit.

### 1893: Creació
El partit es va fundar l'any 1893 a partir d'un programa marxista internacionalista. En el seu nucli hi havia el Związek Robotników Polskich (en català, Sindicat de Treballadors Polonesos) que es va negar a donar suport a les reivindicacions nacionals contingudes dins del programa del Partit Socialista Polonès (PPS). Com a resultat de les diferents posicions sobre la qüestió de la independència nacional polonesa, el Sindicat de Treballadors Polonesos i el II Proletariat van abandonar el PPS el 1893 i van establir l'SDKP.
Les diferències entre els dos partits es van aprofundir al Congrés Socialista Internacional de l'agost de 1893, quan la delegació polonesa, encapçalada per Ignacy March Daszyedński, de Galítsia, s'oposà a seure al costat de Marchlewski i Rosa Luxemburg, que participava per primera vegada en una trobada internacional. Les diferències s'havien d'aprofundir encara més en el següent Congrés Socialista Internacional de 1896, on va sorgir un conflicte entre Luxemburg i Józef Piłsudski, representant del PPS. El tema de la disputa fou la independència de Polònia.

### 1899: Fusió amb el Sindicat de Treballadors de Lituània
Concebut com el partit representatiu dels obrers, en un àmbit geogràfic, més que nacional, el SDKP es fusionà amb el Sindicat de Treballadors de Lituània el 1899 com a resultat del treball fet per Feliks Dzierżyński, futur cap bolxevic de la Txecà. El SDKP esdevingué així Socialdemocràcia del Regne de Polònia i Lituània (SDKPiL). El jove partit va gaudir d'un període de creixement impulsat pels esforços organitzatius de Dzierżyński a Varsòvia abans de tornar a ser arrestat.

### 1903: Escissió entre bolxevics i menxevics
D'acord amb la seua autoconcepció com a partit que representava els treballadors d'una àrea geogràfica específica, però que era, al mateix temps, part d'un partit socialdemòcrata de tota Rússia, l'SDKPiL va assistir al Congrés del Partit Laborista Socialdemòcrata Rus (RSDLP) celebrat a Londres l'any 1903, on es va produir la famosa divisió entre les faccions menxevics i bolxevics. La delegació de l'SDKPiL es va preocupar principalment de mantindre la seua pròpia autonomia dins del conjunt del partit i de retirar del programa del partit el reconeixement del dret a l'autodeterminació de les nacions. Aquest va ser l'inici de la llarga disputa entre els socialdemòcrates polonesos i russos sobre aquesta qüestió. Només un poc més tard es desenvoluparien també diferències teòriques pel que fa a la consigna bolxevic de "la dictadura democràtica del proletariat i la pagesia" que els revolucionaris polonesos van rebutjar.

### 1905: Guerra i Revolució
SDKPiL va ser una de les principals organitzacions que participaren en els esdeveniments desencadenats per la  guerra amb el Japó i més tard durant la revolució russa de 1905. La forta oposició a l'estat tsarista del SDKPiL el va distingir del PPS, que simplement havia adoptat una postura projaponesa. No obstant això, a mesura que augmentava la lluita, el partit va treballar cada cop més estretament amb el Bund i l'ala esquerra del PPS.
Luxemburg tornà de l'exili i la vaga de masses es va situar al centre de la teoria revolucionària de l'organització. Malgrat aquest èmfasi en les accions de les masses, el partit disposava d'esquadrons de lluita que defensaven el moviment obrer de les autoritats tsaristes.
El 1906 el partit tenia entre 30.000 membres i 40.000. El 70% eren polonesos, el 25% alemanys i el 5% eren jueus.

### Descens i escissió
El període posterior a la revolució (de 1905) va ser un període de retirada per a l'esquerra i, com a resultat, l'SDKPiL es va dividir en dues faccions. Sempre estretament connectat amb el RSDLP, els problemes del partit polonés estaven intrínsecament entrellaçats amb els del partit rus.
En assistir al Cinqué Congrés de la RSDLP celebrat a Londres el 1907, Leo Jogiches i Adolf Warski van ser elegits per al Comité Central on van assumir una posició de suport respecte a la facció bolxevic. En els anys següents, però, el RSDLP gairebé va deixar d'existir com a organisme unificat i el mateix SDKPiL es va distanciar de totes les faccions russes mentre buscava promoure la unitat de les diferents faccions. Durant aquesta època, el setmanari Społeczeństwo fou el principal medi de difusió de les idees compartides amb el partit.
El mateix SDKPiL es va escindir, el 1911, durant la caiguda de la lluita de classes d'aquests anys amb el Comité de Varsòvia liderant una ruptura del Comité Central dominat per Jogiches.

### Primera Guerra Mundial: nova unitat en oposició a la guerra
Malgrat les divisions en les seues files, tot el partit va adoptar una posició internacionalista a l'inici de la Primera Guerra Mundial el 1914. El Comité de Varsòvia de l'SDKPiL va convocar una conferència de totes les faccions revolucionàries per al 2 d'agost en què tant el Polska Partia Socjalistyczna-Lewica (facció «moderada» del PPS) com el Bund es van unir al Comité de Varsòvia i al Central.
La conferència va emetre una denúncia inequívoca de la guerra imperialista i va demanar als obrers que prengueren el poder estatal. Malgrat això, els intents de coordinació dels diferents partits van resultar inútils. Però a mesura que la guerra continuava, ambdues faccions socialdemòcrates es van unir al moviment Zimmerwald i el Comité de Varsòvia es va apropar especialment als bolxevics.
La separació creixent entre dreta i esquerra en l'àmbit internacional permetré reunificar les dues faccions del partit en un congrés celebrat el 4 de novembre de 1916, on es trià un nou Comité Central i el partit es va comprometre a donar suport al moviment de Zimmerwald.

### Fi del partit
A causa de la revolució de febrer de 1917 a Rússia, el govern provisional rus publicà un manifest el 30 de març que reconeixia el dret de Polònia a un estatus autònom, mentre que el soviet de Petrograd defensava el dret a l'autodeterminació de Polònia. Els socialdemòcrates polonesos que treballaven amb els bolxevics (com Dzierżyński i Julian Leszczyński (Leński)) van discrepar amb vehemència.
En acabar la guerra el 1918, els membres de l'SDKPiL s'estengueren per tota l'Europa revolucionària i van jugar papers principals a tot arreu. Així Luxemburg i Jogiches es van situar al capdavant del recentment fundat Partit Comunista d'Alemanya (KPD, fundat el 1918), mentre que Dzierżyński, Radek i Yakov Hanecki van participar plenament en la Revolució d'Octubre a Rússia i van ocupar càrrecs en el naixent govern soviètic. La història de l'SDKPiL acabà tot just quan la seua influència i la dels seus membres mai no havien estat tan esteses.
El 1918, molts dels membres del partit participarien en el moviment dels consells obrers a Polònia, abans de fusionar-se finalment amb el PPS Lewica per formar el Partit Comunista dels Treballadors de Polònia.